# 镇江关镇
镇江关镇，原为镇江关乡，是中华人民共和国四川省阿坝藏族羌族自治州松潘县下辖的一个乡镇级行政单位。2018年撤乡设镇。区划代码改为513224104。

## 行政区划
镇江关镇下辖以下地区：
镇江关第一村、镇江关第二村、镇江关第三村、五里堡村和永和村。